# 観音寺 (葛飾区)
観音寺（かんのんじ）は、東京都葛飾区にある真言宗豊山派の寺院。新四国四箇領八十八箇所霊場第15番札所。

## 歴史
1578年（天正4年）、真盛法印によって開山された。1713年（正徳3年）の火災で、多くの記録を失った。現在の本堂は1966年（昭和41年）に新築された。
本尊は十一面観音であり、寺号の由来となっている。正徳の火災前の十一面観音は弘法大師空海の作と伝えられている。
また当寺は三社明神（現青砥神社）の別当寺でもあった。

## 交通アクセス
- 青砥駅より徒歩15分（経路案内）。
- 京成高砂駅より徒歩21分（経路案内）。